# Bijenbrood

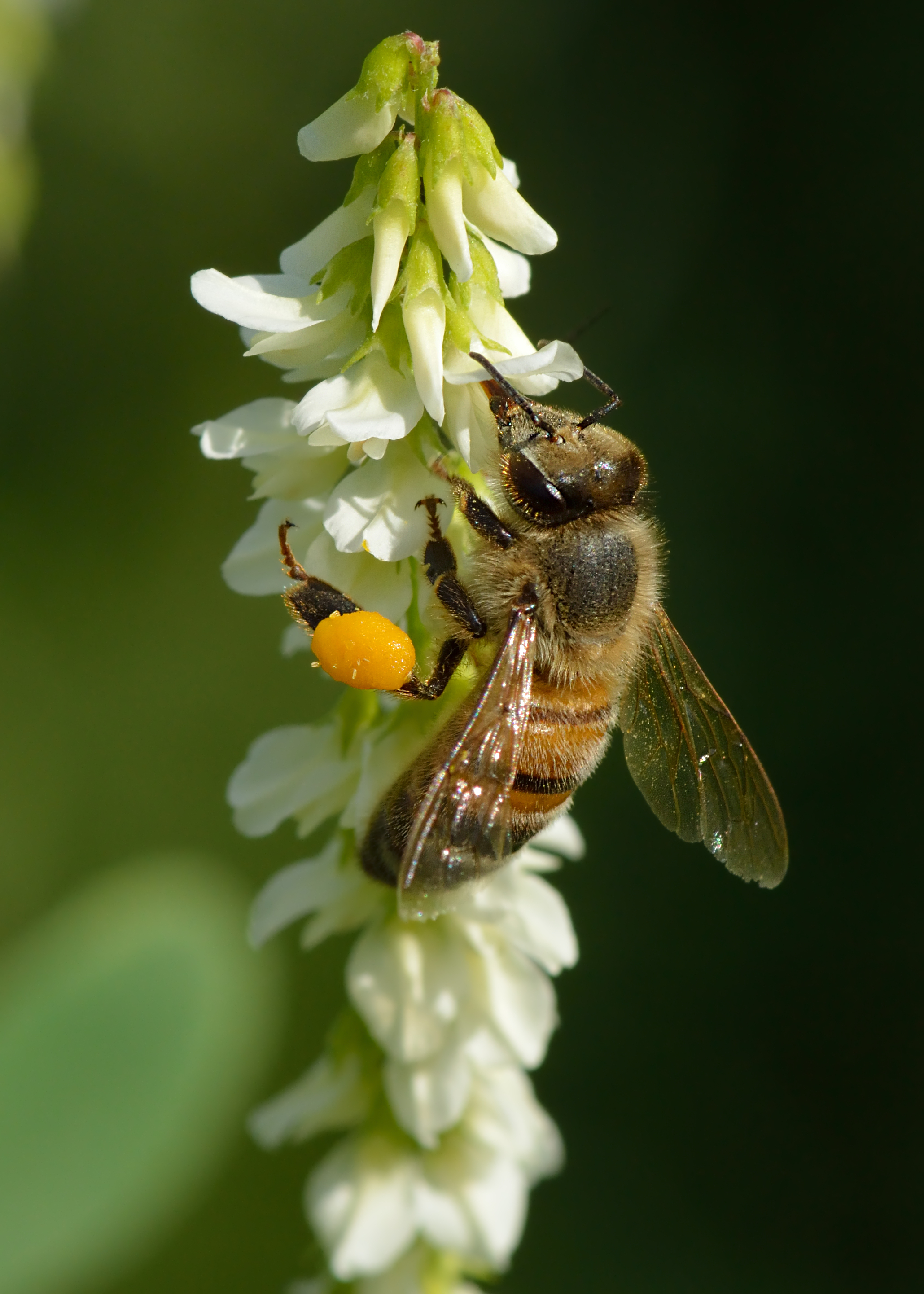
Honingbij met stuifmeelkorf

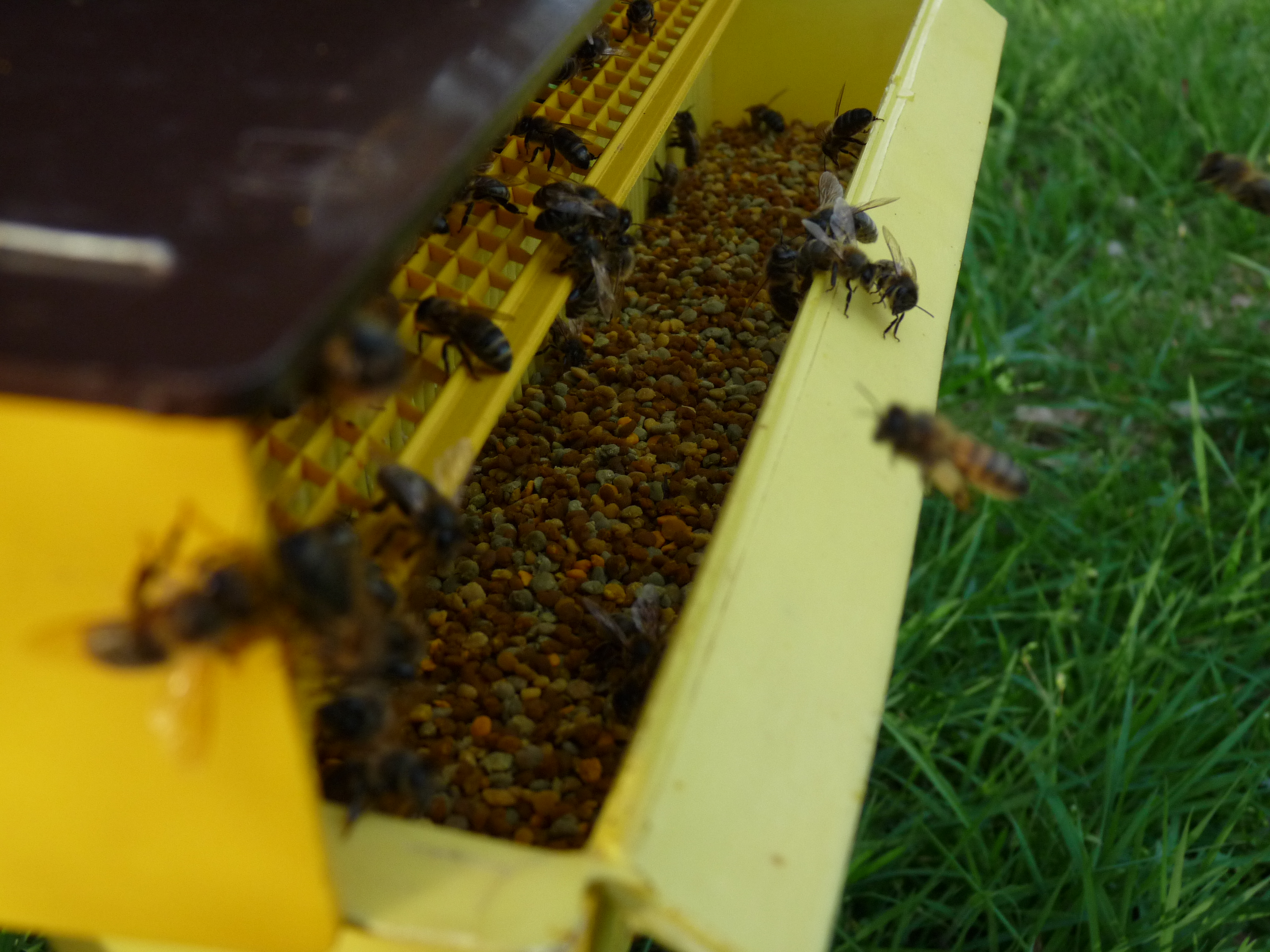
Een brodenval

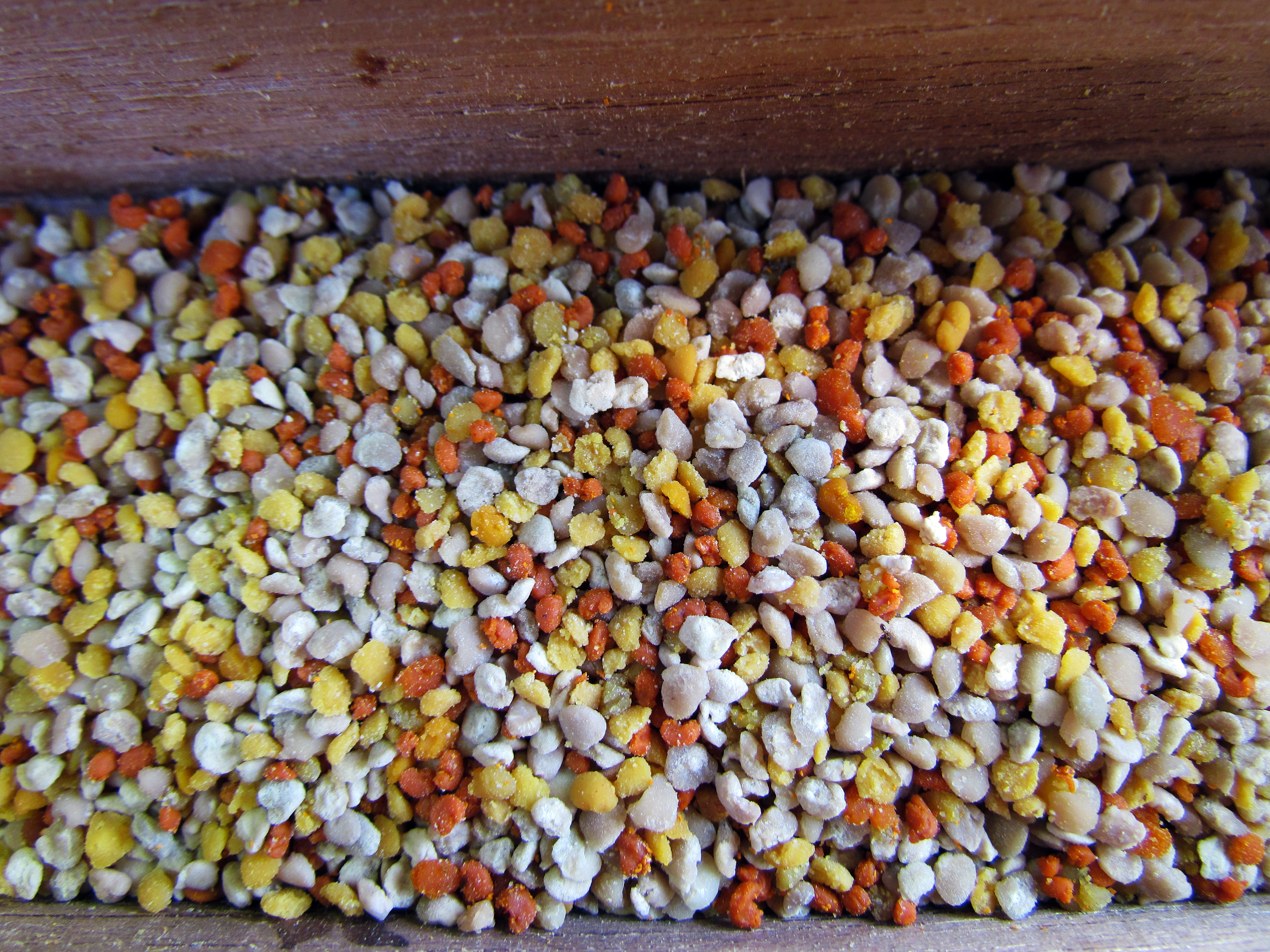
Verse bijenbroden

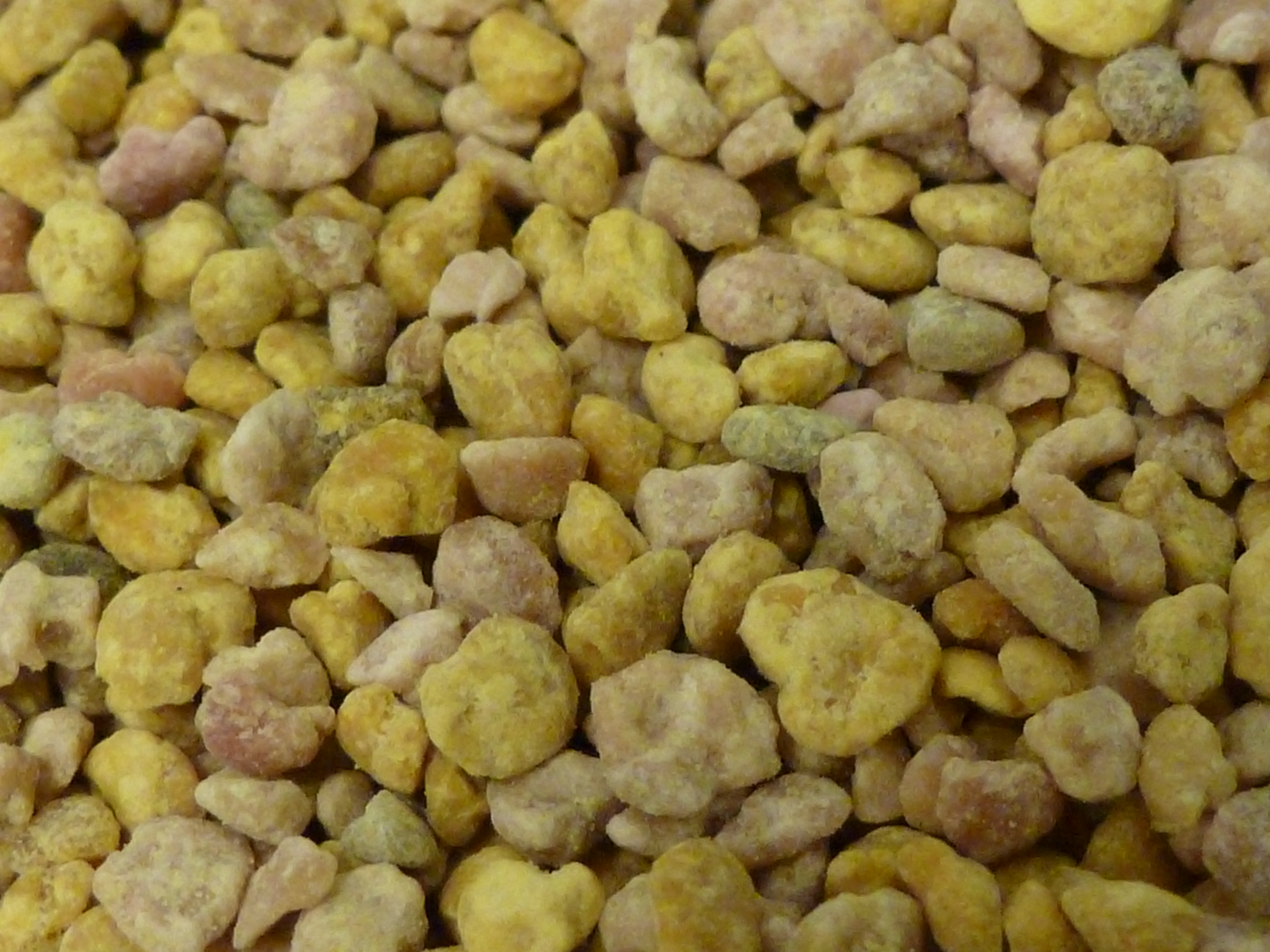
Bevroren bijenbroden, een voedingssupplement voor mensen

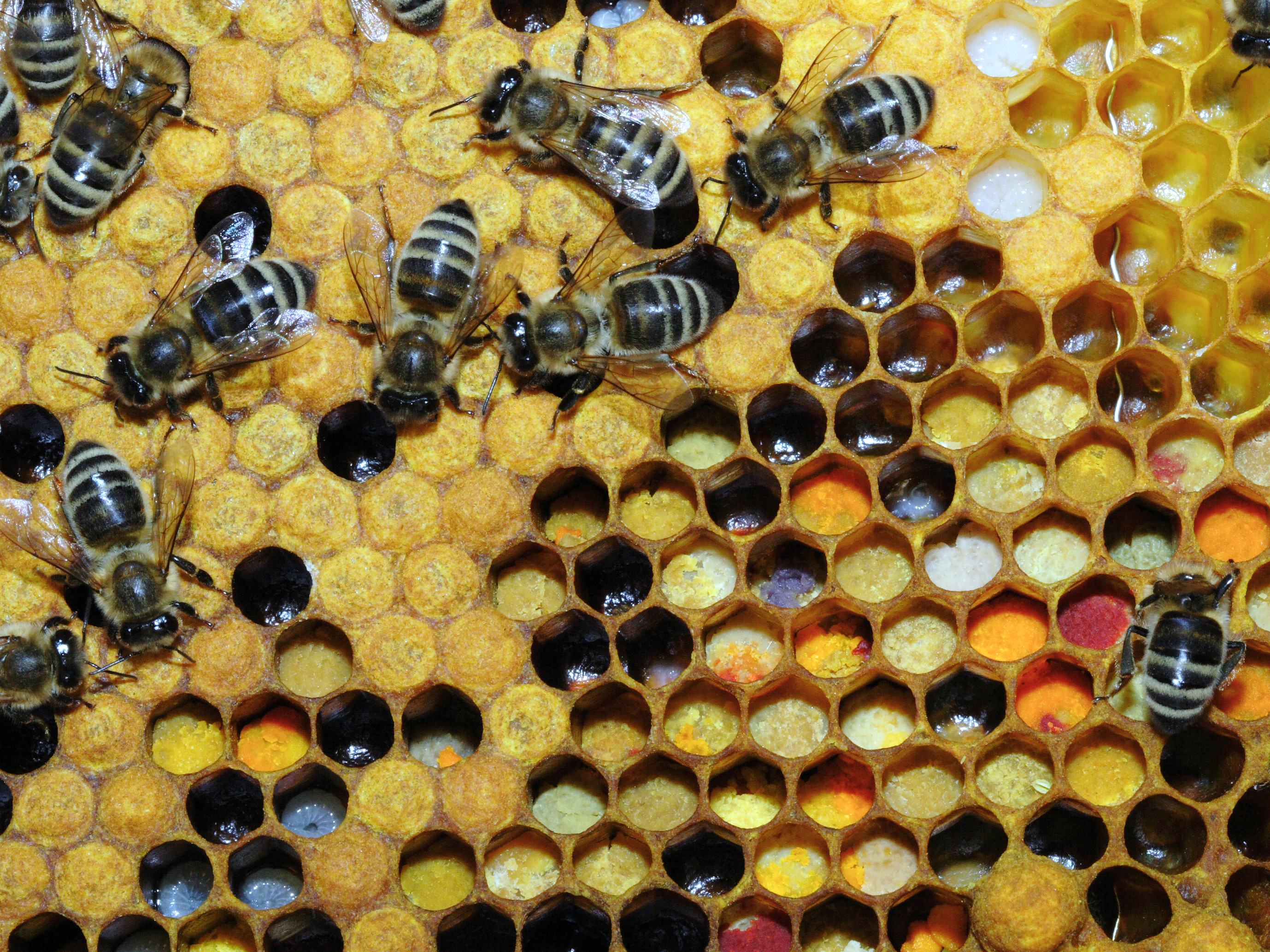
Bijenbrood: het bijenstuifmeel opgeslagen in de raten

Bijenbrood, ook bekend als ambrozijn, is een bal of korrel van in het veld verzameld bloemenstuifmeel, verpakt door werkbijen en gebruikt als de primaire voedselbron voor het bijenvolk. Het bestaat uit eenvoudige suikers, eiwitten, mineralen en vitamines, vetzuren en een klein percentage andere bestanddelen. Bijenbrood wordt opgeslagen in broedkamers, vermengd met speeksel en afgesloten met een druppel honing . Bijenbrood wordt geoogst als voedsel voor mensen en aangeprezen voor verschillende, nog niet bewezen, gezondheidsvoordelen.

## Details

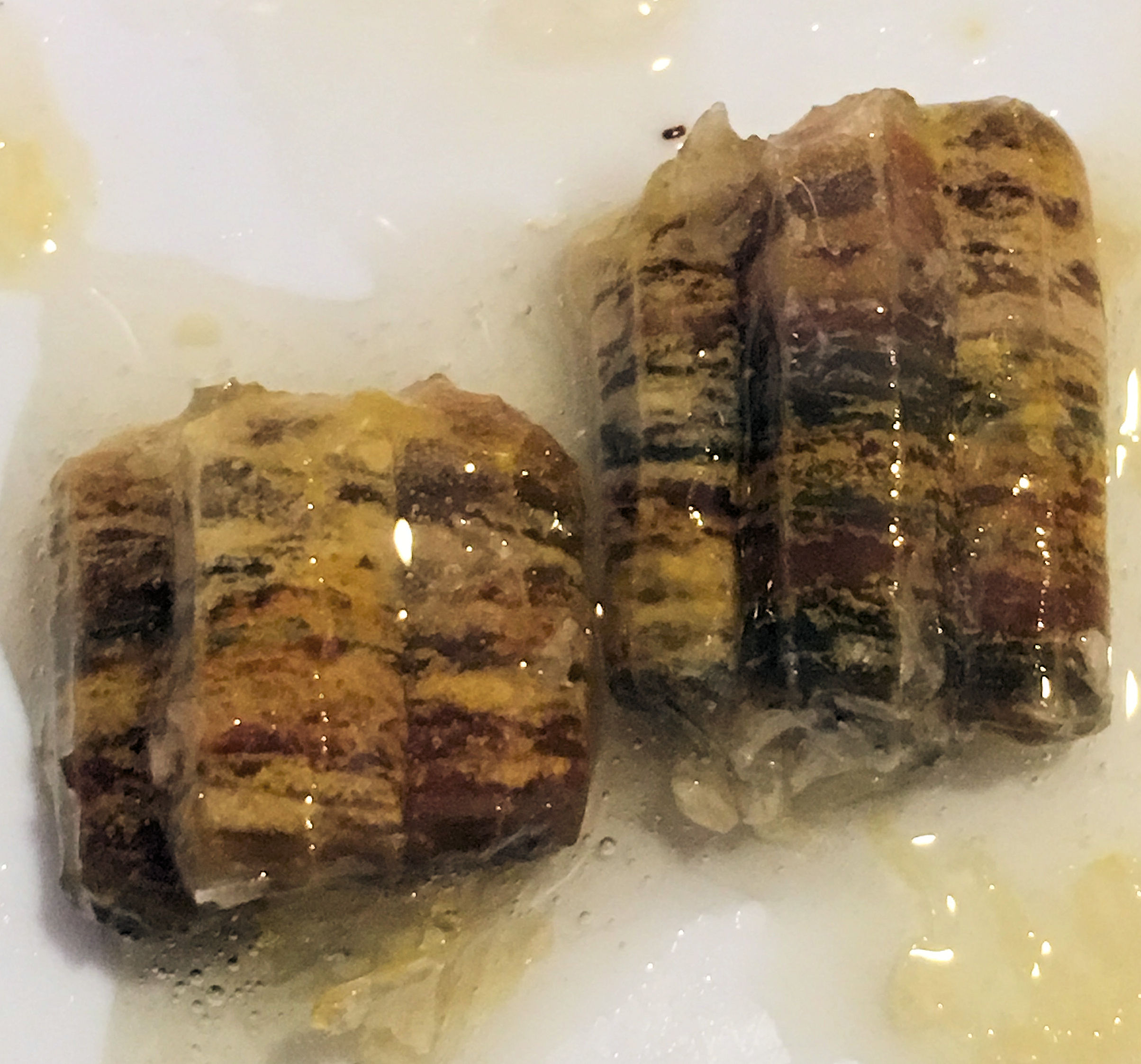
Verticale doorsnede van cellen uit een honingraat, die de stapeling van verschillende soorten stuifmeel laat zien gedurende de tijd

Bij honingbijen ( Apis- soorten) wordt bijenbrood opgeslagen in de kamers van de kasten. Het verschilt van in het veld verzameld stuifmeel omdat afscheidingen van honingbijen een fermentatieproces veroorzaken, waarbij biochemische processen de wanden van stuifmeelkorrels afbreken en de voedingsstoffen gemakkelijker beschikbaar maken.
Foerageersters, bijen die stuifmeel verzamelen, eten het zelf niet op, omdat ze stoppen met het produceren van de proteolytische enzymen die nodig zijn om het te verteren wanneer ze transformeren naar het foerageren. De verzamelaars stoppen het verzamelde stuifmeel rechtstreeks in open cellen die zich op het grensvlak tussen het broed en de opgeslagen honing bevinden, waardoor een typische band ontstaat van wat bijenbrood wordt genoemd - de stof die de belangrijkste voedselbron is voor honingbijlarven en werksters.
Foeragerende bijen brengen stuifmeel terug naar de korf, waar ze het doorgeven aan andere werkbijen, die het stuifmeel met hun kop in cellen stoppen. Tijdens het verzamelen en eventueel verpakken wordt het stuifmeel vermengd met nectar en bijenspeeksel, waardoor lactosefermentatieproces wordt begonnen. Bijenbrood is de primaire eiwitbron voor het bijenvolk.
Bijen anders dan Apis vormen bijenbrood meestal tot ballen; dit zijn voornamelijk op de grond nestelende bijen of twijgen nestelende bijen, waarvan de meeste solitair leven, zoals behangerbijen . Bij de behangerbij, zoals bij de meeste van dergelijke bijen, legt het vrouwtje, wanneer de bijenbroodbal compleet is, een ei bovenop de bal en sluit de broedcel af. Het ei komt uit en de larve eet het brood direct op; het bijenbrood wordt niet gescheiden van het broed opgeslagen. Deze methode van bijenbroodgebruik is ook te zien bij de in hout nestelende bijensoorten Xylocopa sulcatipes en Xylocopa sonorina .

## Samenstelling
Net als honing en propolis, andere bekende honingbijproducten die worden verzameld in plaats van uitgescheiden (dwz in tegenstelling tot koninginnengelei en bijenwas), hangt de exacte chemische samenstelling af van de planten waarvan de werksters het stuifmeel verzamelen, en kan variëren van uur tot uur, van dag tot dag, van week tot week, van kolonie tot kolonie, zelfs in dezelfde bijenstal, waarbij geen twee monsters van bijenbrood exact identiek zijn. Hierom zijn chemische en voedingsanalyses van bijenbrood alleen van toepassing op de specifieke monsters die worden getest en kunnen ze niet worden geëxtrapoleerd naar monsters die op andere plaatsen of op andere tijden zijn verzameld.
Hoewel er geen specifieke chemische samenstelling is, zou de gemiddelde samenstelling 40-60% enkelvoudige suikers (fructose en glucose), 20-60% eiwitten, 3% mineralen en vitamines, 1-32% vetzuren en 5% overige bestanddelen. Bijenbrood is een goede plek voor gisten en bacteriën, waaronder melkzuurbacteriën, Bifidobacterium, Bacillus spp., en anderen. Een studie van bijenbroodmonsters toonde aan dat ze 188 soorten schimmels en 29 soorten bacteriën kunnen bevatten. Ondanks deze microbiële diversiteit, is opgeslagen bijenbrood een conserveringsomgeving die vergelijkbaar is met honing, en bevat het een consistent lage microbiële biomassa.

## Gebruik als gezondheidssupplement
Bijenbrood wordt door kruidengenezers aangeprezen als behandeling voor verschillende medische aandoeningen. Bijenbrood komt steeds meer verkocht vanwege de voedingseigenschappen: het is een zeer goede bron van bioactieve stoffen, niet alleen met antioxidante, maar ook antimicrobiële werking. Bijenbrood is rijk aan micronutriënten, mineralen en fenolverbindingen.
Potentiële risico's van het consumeren van bijenbrood zijn onder meer besmetting door mycotoxinen van schimmels, pesticiden of giftige metalen. Bijenbrood is veilig voor gebruik op korte termijn, maar bij mensen met pollenallergieën kunnen allergische reacties optreden (kortademigheid, netelroos, zwelling en anafylaxie). Bijenbrood is niet veilig voor zwangere vrouwen en mag niet worden gebruikt tijdens het geven van borstvoeding. De Food and Drug Administration heeft gewaarschuwd voor het gebruik van sommige bijenpollenproducten omdat ze zijn vervalst met niet-goedgekeurde medicijnen, waaronder sibutramine en fenolftaleïne .

## Alternatieve diëten voor honingbijen
Er zijn verschillende kunstmatige stuifmeeldiëten beschikbaar voor honingbijen die een verscheidenheid aan ingrediënten bevatten, zoals soja, maïsgluten, gist, eieren of melkeiwitten, maar ze leveren vaak niet de essentiële macronutriënten (zoals lipiden en eiwitten), micronutriënten (vitamines en mineralen), en antioxidanten die honingbijen nodig hebben om goed te gedijen.